# Just Like a Woman
Just Like a Woman – piosenka skomponowana przez Boba Dylana, nagrana przez niego po raz pierwszy w marcu 1966 i wydana na albumie Dylana Blonde on Blonde w maju 1966. Ukazała się także na singlu. Utwór ten był w późniejszym czasie nagrywany przez wielu innych artystów.

## Historia i charakter utworu
Piosenka „Just Like a Woman” jest jedną z najbardziej znanych piosenek Boba Dylana i zarazem jedną z najbardziej kontrowersyjnych.
Uważa się, że ta kompozycja została zainspirowana postacią Edie Sedgwick – bogatej dziewczyny z dobrego towarzystwa, która związała się z kręgiem Andy’ego Warhola i jego „Fabryki” (The Factory), została m.in. tancerką, wpadła w nałóg narkotykowy i zmarła z powodu zatrucia barbituranami.
Inspiracją mogła być także Joan Baez lub każda inna ze znanych Dylanowi femmes fatales.
Od samego początku utwór cieszył się popularnością wśród radiowych DJ-ów i był często odtwarzany przez najróżniejsze stacje radiowe. Do dziś znajduje się w stałym repertuarze stacji prezentujących „klasyczny rock”.
Jean Stein w swojej książce pt. Edie: An American Biography (1982) sugeruje, że Edie Sedgwick była w związku z Dylanem nawet podczas jego małżeństwa z Sarą Lownds, i że pewna część albumu Blonde on Blonde została napisana dla niej, np. piosenki „Leopard-Skin Pill-Box Hat”, „Just Like a Woman”, „One of Us Must Know (Sooner or Later)” i „Most Likely You Go Your Way and I’ll Go Mine”. Po romansie z Dylanem Edie zaangażowała się w poważny związek z przyjacielem Dylana – Bobem Neuwirthem.
Również wiersz Patti Smith „Village '65 Revisited” sugeruje, że właśnie Edie Sedgwick była prawdziwą bohaterką albumu Blonde on Blonde.
Od początku lat 70. XX wieku piosenka była atakowana przez feministki. Jeden z pierwszych ataków został przypuszczony przez Marion Meade w artykule umieszczonym 14 marca 1971 w New York Times. Według niej tekst piosenki świadczył o mizoginizmie Dylana, który najwyraźniej uważał, że dla kobiet naturalnymi rzeczami były „chciwość, hipokryzja, piszczenie i histeria”.
Wydaje się jednak, że atak został przeprowadzony w typowy dla ówczesnego walczącego feminizmu sposób, bez głębszego wniknięcia w tekst utworu i bez wykazania poczucia humoru. Dokładne przeczytanie całego tekstu, a zwłaszcza interesującego przejścia od słów „It was raining...”, na pewno nie potwierdza zarzutów.
W nocie umieszczonej w broszurze do albumu Biograph Dylan stwierdził, że piosenkę napisał będąc w drodze – w pokoju hotelowym, w dniu Święta Dziękczynienia, być może w Kansas City lub gdzie indziej.

## Sesje i koncerty Dylana, na których wykonywał ten utwór

### 1965
- 8 marca – sesja nagraniowa w studiu Columbia Music Row w Nashville w stanie Tennessee. Powstały przynajmniej dwie wersje kompozycji

### 1966
- 12 i 13 marca – nagrania z pokoju hotelowego

Tournée po Australii i Europie (pocz. 13 kwietnia 1966)
- 13 kwietnia 1966 – koncert na stadionie w Sydney w Australii
- 19 lub 20 kwietnia 1966 – koncert w „Festival Hall” w Melbourne w Australii
- 5 maja 1966 – koncert w „Adelphi Theatre” w Dublinie w Irlandii
- 10 maja 1966 – koncert w „Colston Hall” w Bristolu w Anglii
- 15 maja 1966 – koncert w „DeMontford Hall” w Leicester w Anglii, Wielka Brytania
- 16 maja 1966 – koncert w „Gaumont Theatre” w Sheffield w Anglii, Wielka Brytania
- 17 maja 1966 – koncert we „Free Trade Hall” w Manchesterze w Anglii. To wykonanie zostało wydane na The Bootleg Series Vol. 4: Bob Dylan Live 1966, The „Royal Albert Hall” Concert
- 20 maja 1966 – koncert w „ABC Theatre” w Edynburgu w Szkocji
- 26 maja 1966 – koncerty w „Royal Albert Hall” w Londynie; koncerty wieczorny i nocny

### 1971
- 1 sierpnia 1971 – Koncert dla Bangladeszu. Utwór był wykonany na koncercie wieczornym i nocnym; został wydany zarówno na albumie, jak i na DVD.

### 1974
Tournée po Ameryce z The Band (pocz. 3 stycznia 1974)
- 7 stycznia 1974 – koncert w „The Spectrum” w Filadelfii w stanie Pensylwania
- 12 stycznia 1974 – koncert w „Forum de Montréal” w Montrealu w prow. Quebec w Kanadzie
- 14 stycznia 1974 – koncerty w „Boston Gardens” w Bostonie w stanie Massachusetts w USA; koncert wcześniejszy
- 15 stycznia 1974 – koncert w „Capital Centre” w Largo w stanie Maryland w USA
- 17 stycznia 1974 – koncert w „Coliseum” w Charlotte w stanie Karolina Północna w USA
- 19 stycznia 1974 – koncerty w „Hollywood Sportatorium” w Hollywood w stanie Floryda; koncert wieczorny i nocny
- 21 stycznia 1974 – koncert w „The Omni” w Atlancie w stanie Georgia w USA
- 23 stycznia 1974 – koncert w „Mid-South Coliseum” w Memphis w stanie Tennessee
- 25 stycznia 1974 – koncert w „Tarrant County Convention Center Arena” w Fort Worth w Teksasie
- 26 stycznia 1974 – koncerty w „Hofheinz Pavilion” w Houston w Teksasie; koncert wieczorny i nocy
- 28 stycznia 1974 – koncert w „Nassau County Coliseum” w Uniondale w stanie Nowy Jork
- 30 stycznia 1974 – koncert w „Madison Square Garden” w Nowym Jorku
- 31 stycznia 1974 – koncerty w Madison Square Garden w Nowym Jorku. Koncerty wieczorny oraz nocny
- 2 lutego 1974 – koncert w „Crisler Arena” na University of Michigan, Ann Arbor w stanie Michigan
- 3 lutego 1974 – koncert w „Assembly Hall” na University of Indiana, Bloomington w stanie Indiana
- 4 lutego 1974 – koncert w „Missouri Arena” w St. Louis w stanie Missouri. Oba koncerty
- 6 lutego 1974 – koncert w „Coliseum” w Denver w stanie Kolorado; koncert późniejszy
- 9 lutego 1974 – koncerty w „Coliseum” w Seattle w stanie Waszyngton. Koncert późniejszy
- 11 lutego 1974 – koncerty w „Alameda County Coliseum” w Oakland w Kalifornii. Koncert późniejszy
- 13 lutego 1974 – koncert w „The Forum” w Inglewood w Kalifornii
- 14 lutego 1974 – koncert w „The Forum” w Inglewood w Kalifornii; oba koncerty. Wersja z koncertu późniejszego została umieszczona na albumie Before the Flood

### 1975
Rolling Thunder Revue (pocz. 30 października 1975)
- 30 października 1975 – koncert w „War Memorial Auditorium” w Plymouth w Massachusetts
- 31 października 1975 – koncert w „War Memorial Auditorium” w Plymouth w Massachusetts
- 1 listopada 1975 – koncert na South Eastern Massachusetts University w North Dartmouth, Massachusetts.
- 2 listopada 1975 – koncert w Technical University, Lowell, Massachusetts.
- 4 listopada 1975 – koncerty w „Civic Center” w Providence, stan Rhode Island. Koncerty wieczorny oraz nocny
- 6 listopada 1975 – koncert w „Civic Center” w Springfield, Massachusetts. Koncerty wieczorny oraz nocny
- 8 listopada 1975 – koncert w „Patrick Gymnasium” na University of Vermont w Burlington, Vermont
- 9 listopada 1975 – koncert na „University of New Hampshire” w Durham, stan New Hampshire
- 11 listopada 1975 – koncert w „Palace Theater” w Waterbury, stan Connecticut
- 13 listopada 1975 – koncerty w „Veterans Memorial Coliseum” w New Haven, Connecticut. Oba koncerty
- 15 listopada 1975 – koncert w „Convention Center” w Niagara Falls w stanie Nowy Jork, USA. Koncerty wieczorny oraz nocny
- 17 listopada 1975 – koncert w „War Memorial Coliseum” w Rochester, stan Nowy Jork. Oba koncerty
- 19 listopada 1975 – koncert w „Memorial Auditorium” w Worcester, Massachusetts
- 20 listopada 1975 – koncert w „Harvard Square Theater” w Cambridge, Massachusetts. Ta wersja znajduje się na filmie Renaldo and Clara
- 21 listopada 1975 – koncert w „Boston Music Hall” w Bostonie, stan Massachustetts. Oba koncerty; wersja z koncertu wcześniejszego została umieszczona na albumie The Bootleg Series Vol. 5: Bob Dylan Live 1975, The Rolling Thunder Revue
- 22 listopada 1975 – koncert w „Shapiro Gymnasium” na Brandeis University w Waltham w Massachusetts.
- 24 listopada 1975 – koncert w „Civic Center Arena” w Hartford w stanie Connecticut
- 25 listopada 1975 – koncert w „Civic Center” w Auguście, stan Maine
- 27 listopada 1975 – koncert w „Municipal Auditorium” w Bangor, Maine.
- 29 listopada 1975 – koncert w „Quebec City Coliseum” w Quebecu w prow. Quebec w Kanadzie
- 1 grudnia 1975 – koncert w „Maple Leaf Gardens” w Toronto w prow. Ontario w Kanadzie
- 2 grudnia 1975 – koncert w „Maple Leaf Gardens” w Toronto w prow. Ontario w Kanadzie
- 4 grudnia 1975 – koncert w „Forum de Montréal” w Montrealu w prow. Quebec w Kanadzie.
- 8 grudnia 1975 – koncert „Night of the Hurricane” w Madison Square Garden w Nowym Jorku

### 1976
- 25 stycznia 1976 – koncert w „Houston Astrodrom” w Houston, Teksas

Rolling Thunder Revue 2 (pocz. 18 kwietnia 1976)
- 20 kwietnia 1976 – koncert w „Bayfront Civic Center Auditorium” w St. Petersburg na Florydzie.
- 22 kwietnia 1976 – koncert w „Starlight Ballroom” w „Belleview Biltimore Hotel” w Clearwater na Florydzie. Koncert późniejszy. Oryginalny film pozostał niewydany
- 28 kwietnia 1976 – koncert na „University of West Florida” w Pensacola na Florydzie

### 1978
Światowe Tournée 1978. Od 20 lutego 1978 do 16 grudnia 1978. Cała światowa tura koncertowa Dylana liczyła 114 koncertów.
Daleki Wschód i Australia (pocz. 20 lutego 1978)
- 20 lutego 1978 – koncert w „Nippon Budokan” w Tokio w Japonii
- 21 lutego 1978 – koncert w „Nippon Budokan” w Tokio w Japonii
- 23 lutego 1978 – koncert w „Nippon Budokan” w Tokio w Japonii
- 24 lutego 1978 – koncert w „Matsushita Denki Taiikukan” w Hirakacie w Japonii
- 25 lutego 1978 – koncert w „Matsushita Denki Taiikukan” w Hirakacie w Japonii
- 26 lutego 1978 – koncert w „Matsushita Denki Taiikukan” w Hirakacie w Japonii
- 28 lutego 1978 – koncert w „Nippon Budokan” w Tokio w Japonii
- 1 marca 1978 – koncert w „Nippon Budokan” w Tokio w Japonii. To nagranie zostało umieszczone na Bob Dylan at Budokan
- 2 marca 1978 – koncert w „Nippon Budokan” w Tokio w Japonii
- 3 marca 1978 – koncert w „Nippon Budokan” w Tokio w Japonii
- 4 marca 1978 – koncert w „Nippon Budokan” w Tokio w Japonii
- 9 marca 1978 – koncert na „Western Spring Stadium” w Auckland na Nowej Zelandii
- 12 marca 1978 – koncert w „Festival Hall” w Brisbane w Queensland w Australii
- 13 marca 1978 – koncert w „Festival Hall” w Brisbane w Queensland w Australii
- 15 marca 1978 – koncert w „Festival Hall” w Brisbane w Queensland w Australii
- 18 marca 1978 – koncert na „Westlake Stadium” w Adelaide w Australii Południowej w Australii
- 20 marca 1978 – koncert w „Myer Music Bowl” w Melbourne w Wiktorii w Australii
- 21 marca 1978 – koncert w „Myer Music Bowl” w Melbourne w Wiktorii w Australii
- 22 marca 1978 – koncert w „Myer Music Bowl” w Melbourne w Wiktorii w Australii
- 25 marca 1978 – koncert w „Entertainment Center” w Perth w Australii
- 27 marca 1978 – koncert w „Entertainment Center” w Perth w Australii
- 1 kwietnia 1978 – koncert w „Sportsground” w Sydney w Nowej Południowej Walii w Australii

Los Angeles (pocz. 1 czerwca 1978)
- 1 czerwca 1978 – koncert w „Universal Amphitheater” w Los Angeles w Kalifornii
- 2 czerwca 1978 – koncert w „Universal Amphitheater” w Los Angeles w Kalifornii
- 3 czerwca 1978 – koncert w „Universal Amphitheater” w Los Angeles w Kalifornii
- 4 czerwca 1978 – koncert w „Universal Amphitheater” w Los Angeles w Kalifornii
- 5 czerwca 1978 – koncert w „Universal Amphitheater” w Los Angeles w Kalifornii
- 6 czerwca 1978 – koncert w „Universal Amphitheater” w Los Angeles w Kalifornii
- 7 czerwca 1978 – koncert w „Universal Amphitheater” w Los Angeles w Kalifornii

Europejskie tournée (pocz. 15 czerwca 1978)
- 15 czerwca 1978 – koncert w „Earl’s Court” w Londynie w Anglii
- 16 czerwca 1978 – koncert w „Earl’s Court” w Londynie w Anglii
- 17 czerwca 1978 – koncert w „Earl’s Court” w Londynie w Anglii
- 18 czerwca 1978 – koncert w „Earl’s Court” w Londynie w Anglii
- 19 czerwca 1978 – koncert w „Earl’s Court” w Londynie w Anglii
- 20 czerwca 1978 – koncert w „Earl’s Court” w Londynie w Anglii
- 23 czerwca 1978 – koncert na „Feijenoord Stadion” w Rotterdamie w Holandii
- 26 czerwca 1978 – koncert w „Westfalenhalle” w Dortmundzie w Niemczech
- 27 czerwca 1978 – koncert w „Westfalenhalle” w Dortmundzie w Niemczech
- 29 czerwca 1978 – koncert w „Deutschland Halle” w Berlinie Zachodnim
- 1 lipca 1978 – koncert na „Zeppelinfeld” w Norymberdze w Niemczech
- 3 lipca 1978 – koncert w „Pavillon de Paris” w Paryżu we Francji
- 4 lipca 1978 – koncert w „Pavillon de Paris” w Paryżu we Francji
- 5 lipca 1978 – koncert w „Pavillon de Paris” w Paryżu we Francji
- 6 lipca 1978 – koncert w „Pavillon de Paris” w Paryżu we Francji
- 8 lipca 1978 – koncert w „Pavillon de Paris” w Paryżu we Francji
- 11 lipca 1978 – koncert w „Scandinavium” w Göteborgu w Szwecji
- 12 lipca 1978 – koncert w „Scandinavium” w Göteborg w Szwecji
- 15 lipca 1978 – koncert w „Blackbushe Aerodrome” w Camberley w Anglii

Jesienne tournée po USA (pocz. 15 września 1978)
- 15 września 1978 – koncert w „Civic Center” w Auguście w stanie Maine
- 16 września 1978 – koncert w „Cumberland Civic Center” w Portland w Maine
- 17 września 1978 – koncert w „War Memorial Coliseum” w New Haven w stanie Connecticut
- 19 września 1978 – koncert w „Forum de Montréal” w Montrealu w prow. Quebec w Kanadzie
- 20 września 1978 – koncert w „Boston Gardens” w Bostonie w stanie Massachusetts
- 22 września 1978 – koncert w „Onondaga County War Memorial Auditorium” w Syracuse w stanie Nowy Jork
- 24 września 1978 – koncert w „Broome County Veterans Memorial Arena” w Binghamton w stanie Nowy Jork
- 26 września 1978 – koncert w „Civic Center” w Springfield w stanie Massachusetts
- 27 września 1978 – koncert w „Nassau County Coliseum” w Uniondale w stanie Nowy Jork
- 29 września 1978 – koncert w „Madison Square Garden” w Nowym Jorku
- 30 września 1978 – koncert w „Madison Square Garden” w Nowym Jorku
- 3 października 1978 – koncert w „Scope Arena” w Norfolk w stanie Virginia
- 4 października 1978 – koncert w „Civic Center” w Baltimore w stanie Maryland
- 5 października 1978 – koncert w „Capital Center” w Largo w stanie Maryland
- 6 października 1978 – koncert w „The Spectrum” w Filadelfii w stanie Pensylwania
- 7 października 1978 – koncert w „Civic Center” w Providence w stanie Rhode Island
- 9 października 1978 – koncert w „Memorial Auditorium” w Buffalo w stanie Nowy Jork
- 12 października 1978 – koncert w „Maple Leaf Gardens” w Toronto w prow. Ontario w Kanadzie
- 13 października 1978 – koncert w „The Olympia” w Detroit w stanie Michigan
- 14 października 1978 – koncert w „Hulman Civic University Center” w Terre Haute w stanie Indiana
- 15 października 1978 – koncert w „Riverfront Coliseum” w Cincinnati w stanie Ohio
- 17 października 1978 – koncert na „Chicago Stadium” w Chicago w stanie Illinois
- 18 października 1978 – koncert na „Chicago Stadium” w Chicago w stanie Illinois
- 20 października 1978 – koncert w „Richfield Coliseum” w Richfield w stanie Ohio
- 21 października 1978 – koncert w „Centennial Arena” na University Toledo w Toledo w stanie Ohio
- 22 października 1978 – koncert na „University of Dayton” w stanie Ohio
- 25 października 1978 – koncert w „Market Square Arena” w Indianapolis w stanie Indiana
- 27 października 1978 – koncert na „Wings Stadium” w Kalamazoo w stanie Michigan
- 28 października 1978 – koncert w „S.I.U. Arena” na Southestern Illinois University w Carbondale
- 29 października 1978 – koncert na „The Checker Stadion” w St. Louis w stanie Missouri
- 31 października 1978 – koncert w „Civic Center” w Saint Paul w stanie Minnesota
- 1 listopada 1978 – koncert w „Dane County Memorial Coliseum” w Madison w stanie Wisconsin
- 3 listopada 1978 – koncert na „Kemper Arena” w Kansas City w stanie Missouri
- 4 listopada 1978 – koncert w „Civic Auditorium” w Omaha w stanie Nebraska
- 9 listopada 1978 – koncert w „Memorial Coliseum” w Portlandzie w stanie Oregon
- 10 listopada 1978 – koncert w „HEC Edmondson Pavilion” w Seattle w stanie Waszyngton
- 11 listopada 1978 – koncert w „Pacific National Exhibition Hall” w Vancouver w prow. Kolumbia Brytyjska w Kanadzie
- 13 listopada 1978 – koncert w „Alameda County Coliseum” w Oakland w Kalifornii
- 14 listopada 1978 – koncert w „Alameda County Coliseum” w Oakland w Kalifornii
- 15 listopada 1978 – koncert w „Alameda County Coliseum” w Oakland w Kalifornii
- 18 listopada 1978 – koncert w „A.S.U. Activities Center” w Tempe w stanie Arizona
- 19 listopada 1978 – koncert w „McKale Memorial Center” na University of Arizona w Tucson w Arizonie
- 21 listopada 1978 – koncert na „Special Events Arena” w El Paso w Teksasie
- 23 listopada 1978 – koncert w „Lloyd Noble Center” w Norman w stanie Oklahoma
- 24 listopada 1978 – koncert w „Tarrant County Convention Center Arena” w Fort Worth w Teksasie
- 25 listopada 1978 – koncert w „Special Event Center” na University of Texas w Austin w Teksasie
- 26 listopada 1978 – koncert w „The Summit” w Houston w Teksasie
- 28 listopada 1978 – koncert w „The Coliseum” w Jackson w stanie Missisipi
- 29 listopada 1978 – koncert w „L.S.U. Assembly Center” w Baton Rouge w stanie Luizjana
- 1 grudnia 1978 – koncert w „Mid-South Coliseum” w Memphis w stanie Tennessee
- 2 grudnia 1978 – koncert w „Municipal Auditorium” w Nashville w Tennessee
- 3 grudnia 1978 – koncert w „Jefferson Civic Center” w Birmingham w stanie Alabama
- 5 grudnia 1978 – koncert w „Municipal Auditorium” w Mobile w stanie Alabama
- 7 grudnia 1978 – koncert w „Greensboro Coliseum” w Greensboro w stanie Karolina Północna
- 8 grudnia 1978 – koncert w „Civic Center Arena” w Savannah w stanie Georgia
- 9 grudnia 1978 – koncert w „Carolina Coliseum” w Columbii w stanie Karolina Południowa
- 10 grudnia 1978 – koncert w „Charlotte Coliseum” w Charlotte w stanie Karolina Północna
- 12 grudnia 1978 – koncert w „The Omni” w Atlancie w stanie Georgia
- 13 grudnia 1978 – koncert w „The Coliseum” w Jacksonville na Florydzie
- 15 grudnia 1978 – koncert w „Civic Center” w Lakeland na Florydzie
- 16 grudnia 1978 – koncert w „Hollywood Sportatorium” w Hollywood na Florydzie

### 1980
A Musical Retrospective Tour (pocz. 9 listopada 1980)
- 9 listopada 1980 – koncert w „Fox Warfield Theater” w San Francisco w Kalifornii, USA
- 10 listopada 1980 – koncert w „Fox Warfield Theater” w San Francisco w stanie Kalifornia, USA
- 11 listopada 1980 – koncert w „Fox Warfield Theater” w San Francisco w stanie Kalifornia, USA
- 12 listopada 1980 – koncert w „Fox Warfield Theater” w San Francisco w stanie Kalifornia, USA
- 13 listopada 1980 – koncert w „Fox Warfield Theater” w San Francisco w stanie Kalifornia, USA
- 15 listopada 1980 – koncert w „Fox Warfield Theater” w San Francisco w stanie Kalifornia, USA
- 16 listopada 1980 – koncert w „Fox Warfield Theater” w San Francisco w stanie Kalifornia, USA
- 17 listopada 1980 – koncert w „Fox Warfield Theater” w San Francisco w stanie Kalifornia, USA
- 18 listopada 1980 – koncert w „Fox Warfield Theater” w San Francisco w stanie Kalifornia, USA
- 19 listopada 1980 – koncert w „Fox Warfield Theater” w San Francisco w stanie Kalifornia, USA
- 21 listopada 1980 – koncert w „Fox Warfield Theater” w San Francisco w stanie Kalifornia, USA
- 22 listopada 1980 – koncert w „Fox Warfield Theater” w San Francisco w stanie Kalifornia, USA
- 24 listopada 1980 – koncert w „Community Center” w Tucson w stanie Arizona, USA
- 26 listopada 1980 – koncert w „Golden Hall” w San Diego w Kalifornii, USA
- 29 listopada 1980 – koncert w „Paramount Northwest Theatre” w Seattle w stanie Waszyngton, USA
- 30 listopada 1980 – koncert w „Paramount Northwest Theatre” w Seattle w stanie Waszyngton, USA
- 2 grudnia 1980 – koncert w „The Armory” w Salem w stanie Oregon, USA
- 3 grudnia 1980 – koncert w „Paramount Theatre” w Portlandzie w stanie Oregon, USA
- 4 grudnia 1980 – koncert w „Paramount Theatre” w Portlandzie w stanie Oregon, USA

### 1981
Letnie amerykańskie tournée 1981 (pocz. 10 czerwca 1981)
- 10 czerwca 1981 – koncert w „Poplar Creek Music Theater” w Hoffman Estates, Chicago w stanie Illinois, USA
- 11 czerwca 1981 – koncert w „Pine Knob Music Theatre” w Clarkston w stanie Michigan, USA
- 12 czerwca 1981 – koncert w „Pine Knob Music Theatre” w Clarkston w stanie Michigan, USA
- 14 czerwca 1981 – koncert w „Marjorie Merriweather Post Pavilion” w Columbii w stanie Maryland, USA

Letnie europejskie tournée (pocz. 21 czerwca 1981)
- 21 czerwca 1981 – koncert na „Stade Municipal des Minimes” w Tuluzie, Francja
- 23 czerwca 1981 – koncert na „Stade de Colombes” w Colombes, Francja
- 26 czerwca 1981 – koncert w „Earl’s Court” w Londynie, Anglia
- 27 czerwca 1981 – koncert w „Earl’s Court” w Londynie, Anglia, Wielka Brytania
- 28 czerwca 1981 – koncert w „Earl’s Court” w Londynie, Anglia, Wielka Brytania
- 29 czerwca 1981 – koncert w „Earl’s Court” w Londynie, Anglia, Wielka Brytania
- 30 czerwca 1981 – koncert w „Earl’s Court” w Londynie, Anglia, Wielka Brytania
- 1 lipca 1981 – koncert w „Earl’s Court” w Londynie, Anglia, Wielka Brytania
- 4 lipca 1981 – koncert w „International Arena”, National Exhibition Center w Birmingham, Anglia
- 5 lipca 1981 – koncert w „International Arena”, National Exhibition Center w Birmingham, Anglia
- 8 lipca 1981 – koncert w „Johanneshoves Isstadion” w Sztokholmie w Szwecji.
- 9 lipca 1981 – koncert w „Drammenshallen” w Drammen w Norwegii
- 10 lipca 1981 – koncert w „Drammenshallen” w Drammen w Norwegia|Norwegii
- 12 lipca 1981 – koncert w „Brøndby-Hallen”, Kopenhaga, Dania
- 14 lipca 1981 – koncert we „Freichleichttheatr” w Bad Segeberg w Niemczech
- 15 lipca 1981 – koncert we „Freichleichttheatr” w Bad Segeberg w Niemczech
- 17 lipca 1981 – koncert we „Freileichtbühne Loreley” koło Sankt Goarshausen w Niemczech
- 18 lipca 1981 – koncert w „Eisstadion” w Mannheim w Niemczech
- 19 lipca 1981 – koncert w „Olympia Halle” w Monachium w Niemczech
- 20 lipca 1981 – koncert w „Olympia Halle” w Monachium w Niemczech
- 21 lipca 1981 – koncert w „Stadthalle” w Wiedniu w Austrii
- 23 lipca 1981 – koncert w „Sport Halle” w St. Jakob w Bazylei
- 25 lipca 1981 – koncert w „Palace des Sports” w Awinion we Francji

Jesienne amerykańskie i kanadyjskie tournée (pocz. 16 października 1981)
- 16 października 1981 – koncert w „Mecca Auditorium” na University of Wisconsin w Milwaukee, stan Wisconsin, USA
- 17 października 1981 – koncert w „Mecca Auditorium” na University of Wisconsin w Milwaukee, Wisconsin, USA
- 18 października 1981 – koncert w „Dane County Memorial Coliseum” w Madison, Wisconsin, USA
- 21 października 1981 – koncert w „The Orpheum Theatre” w Bostonie, Massachusetts, USA
- 23 października 1981 – koncert w „The Spectrum” w Philadelphii, Pensylwania, USA
- 24 października 1981 – koncert w „Recreation Building” na Pennsylvania State University w State College, Pensylwania, USA
- 25 października 1981 – koncert w „Stabler Arena” na Lehigh University w Bethlehem, Pensylwania, USA
- 27 października 1981 – koncert „Meadowlands Brendan T. Byrne Sports Arena” w East Rutherford, New Jersey, USA
- 30 października 1981 – koncert w „Forum de Montréal” w Montrealu, Quebec, Kanada
- 31 października 1981 – koncert w „Kitchener Arena” w Kitchener, Ontario, Kanada
- 2 listopada 1981 – koncert w „Civic Center” w Ottawie, Ontario, Kanada
- 4 listopada 1981 – koncert w „Cincinnati Music Hall” w Cincinnati, Ohio, USA
- 5 listopada 1981 – koncert w „Cincinnati Music Hall” w Cincinnati, Ohio, USA
- 6 listopada 1981 – koncert w „Elliot Hall of Music” na Purdue University w West Lafayette, Indiana, USA
- 7 listopada 1981 – koncert w „Hill Auditorium” na University of Michigan w Ann Arbor, Michigan, USA
- 8 listopada 1981 – koncert w „Hill Auditorium” na University of Michigan w Ann Arbor, Michigan, USA
- 10 listopada 1981 – koncert w „Saenger Performing Arts Center” w Nowym Orleanie, Luizjana, USA
- 11 listopada 1981 – koncert w „Saenger Performing Arts Center” w Nowym Orleanie, Luizjana, USA
- 12 listopada 1981 – koncert w „The Summit” w Houston, Teksas, USA
- 14 listopada 1981 – koncert w „Municipal Auditorium” w Nashville, Tennessee, USA
- 15 listopada 1981 – koncert w „The Fox Theater” w Atlancie, Georgia, USA
- 16 listopada 1981 – koncert w „The Fox Theater” w Atlancie, Georgia, USA
- 19 listopada 1981 – koncert w „Sunrise Musical Theater” w Miami, Floryda, USA
- 20 listopada 1981 – koncert w „Sunrise Musical Theater” w Miami, Floryda, USA
- 21 listopada 1981 – koncert w „Civic Center Theatre” w Lakeland, Floryda, USA

### 1984
Europejskie tournée 1984 (pocz. 28 maja 1984)
- 28 maja 1984 – koncert na „Arena di Verona” w Weronie we Włoszech
- 29 maja 1984 – koncert na „Arena di Verona” w Weronie we Włoszech
- 31 maja 1984 – koncert na „St. Pauli Stadion” w Hamburgu w Niemczech
- 2 czerwca 1984 – koncert na „St. Jakob” w Bazylei w Szwajcarii
- 3 czerwca 1984 – koncert na „Stadionie Olimpijskim” w Monachium w Niemczech
- 4 czerwca 1984 – koncert w „Sportpaleis Ahoy” w Rotterdamie w Holandii
- 6 czerwca 1984 – koncert w „Sportpaleis Ahoy” w Rotterdamie w Holandii
- 7 czerwca 1984 – koncert na „Stade de Schaerbeek” w Brukseli w Belgii
- 9 czerwca 1984 – koncert na „Ullevi Stadion” w Göteborgu w Szwecji
- 10 czerwca 1984 – koncert w „Idraetsparken” w Kopenhadze w Danii
- 11 czerwca 1984 – koncert na „Stadion Bieberer Berg” w Offenbach w Niemczech
- 13 czerwca 1984 – koncert w „Waldbühne” w Berlinie Zachodnim
- 14 czerwca 1984 – koncert w „Wiener Stadthalle-Kiba” w Wiedniu w Austrii
- 16 czerwca 1984 – koncert na „Mungersdorfer Stadion” w Kolonii w Niemczech
- 17 czerwca 1984 – koncert na „Stade de L’Ouest” w Nicei we Francji
- 19 czerwca 1984 – koncert w „Roma Palaeur” w Rzymie we Włoszech
- 20 czerwca 1984 – koncert w „Roma Palaeur” w Rzymie we Włoszech
- 21 czerwca 1984 – koncert w „Roma Palaeur” w Rzymie we Włoszech
- 24 czerwca 1984 – koncert na „Stadion San Siro” w Mediolanie we Włoszech
- 26 czerwca 1984 – koncert na „Estado del Rayo Vallencano” w Madrycie w Hiszpanii
- 28 czerwca 1984 – koncert na „Minestadio del F.C. Barcelona” w Barcelonie w Hiszpanii
- 30 czerwca 1984 – koncert na „Stade Marcel Saupin” w Nantes we Francji
- 1 lipca 1984 – koncert w „Parc de Sceaux” w Paryżu we Francji
- 3 lipca 1984 – koncert w „Grenoble Alpexpo” w Grenoble we Francji
- 5 lipca 1984 – koncert w „St. James’ Park” w Newcastle w Anglii w Wielkiej Brytanii
- 7 lipca 1984 – koncert na „Wembley Stadium” w Londynie w Anglii
- 8 lipca 1984 – koncert w „Slane Castle” w Slane w Irlandii

### 1986
Tournée Prawdziwe wyznania (pocz. 5 lutego 1986);
1. Antypody: Nowa Zelandia, Australia, Japonia (pocz. 5 lutego 1986)
- 5 lutego 1986 – koncert w „;Athletic Park” w Wellington w Nowej Zelandii
- 7 lutego 1986 – koncert na „Mt Smart Stadium” w Auckland w Nowej Zelandii
- 10 lutego 1986 – koncert w „Entertainment Center” w Sydney w Nowej Południowej Walii w Australii
- 11 lutego 1986 – koncert w „Entertainment Center” w Sydney w Nowej Południowej Walii w Australii
- 12 lutego 1986 – koncert w „Entertainment Center” w Sydney w Nowej Południowej Walii w Australii
- 13 lutego 1986 – koncert w „Entertainment Center” w Sydney w Nowej Południowej Walii w Australii
- 15 lutego 1986 – koncert w „Memorial Drive” w Adelaide w Australii Południowej w Australii
- 20 lutego 1986 – koncert na „Kooyon Stadium” w Melbourne w Wiktorii w Australii
- 21 lutego 1986 – koncert na „Kooyon Stadium” w Melbourne w Victorii w Australii
- 22 lutego 1986 – koncert na „Kooyon Stadium” w Melbourne w Victorii w Australii
- 24 lutego 1986 – koncert w „Entertainment Center” w Sydney w Nowej Południowej Walii w Australii
- 25 lutego 1986 – koncert w „Entertainment Center” w Sydney w Nowej Południowej Walii w Australii
- 1 marca 1986 – koncert w „Lang Park” w Brisbane w Queensland w Australii
- 5 marca 1986 – koncert w „Nippon Budokan Hall” w Tokio w Japonii
- 6 marca 1986 – koncert w „Castle Hall” w Osace w Japonii
- 8 marca 1986 – koncert w „Gymnasium” w Nagoiw Japonii
- 10 marca 1986 – koncert w „Nippon Budokan Hall” w Tokio w Japonii

2. Letnie tournée po USA (pocz. 9 czerwca 1986)
- 9 czerwca 1986 – koncert w „Sand Diego Sports Arena” w San Diego w Kalifornii, USA
- 11 czerwca 1986 – koncert w „Lawlor Events Center” w Reno w stanie Nevada, USA
- 14 czerwca 1986 – koncert w „Greek Theatre” na University of California w Berkeley w Kalifornii, USA
- 17 czerwca 1986 – koncert w „Pacific Amphitheater” w Cosa Mesa w Kalifornii, USA
- 18 czerwca 1986 – koncert w „Veterans Memorial Coliseum” w Phoenix w stanie Arizona w USA
- 26 czerwca 1986 – koncert w „Hubert H. Humphrey Metrodome” w Minneapolis w stanie Minnesota w USA

### 1988
Nigdy nie kończące się tournée (pocz. 7 czerwca 1988). Wszystkie koncerty Dylana od tego momentu są częścią „Nigdy niekończącego się tournée”.
Interstate 88 I
Część pierwsza: Letnie tournée po Kanadzie i USA
- 9 czerwca 1988 – koncert w „Cal Expo Amphitheatre”, Sacramento, Kalifornia
- 15 czerwca 1988 – koncert w „Fiddler’s Green Amphitheatre”, Denver, Kolorado
- 15 lipca 1988 – koncert w „Indiana State Fairground Grandstand”, Indianapolis, Indiana
- 25 lipca 1988 – koncert w „Troy G. Chastain Memorial Park Amphitheatre” w Atlancie w stanie Georgia w USA

Interstate 88 II
Część druga: Letnie tournée po Północnej Ameryce (pocz. 18 sierpnia 1988)
- 23 sierpnia 1988 – koncert w „Olimpic Saddledome”, Calgary, prow. Alberta, Kanada
- 24 sierpnia 1988 – koncert w „Northlands Coliseum”, Edmonton, Alberta, Kanada
- 15 września 1988 – koncert w „Dean E. Smith Students Activities Center”, University of North Carolina, Chapel Hill, Karolina Północna, USA
- 24 września 1988 – koncert w „Miami Arena”, Miami, Floryda, USA

Interstate 88 III
Część trzecia: Jesienne tournée po Wschodnim Wybrzeżu (pocz. 13 października 1988)
- 18 października 1988 – koncert w „Radio City Music Hall”, Nowy Jork, Nowy Jork, USA

### 1989
Część czwarta: Letnie europejskie tournée 1989 (pocz. 27 maja 1989)
- 27 maja 1989 – koncert w „Christinehofs Slottspark, Christinehofs Slott, Skania, Szwecja
- 30 maja 1989 – koncert w „Jaahalli”, Helsinki, Finlandia
- 6 czerwca 1989 – koncert w „Hall 4, Scottish Exhibition and Conference Centre”, Glasgow, Szkocja
- 11 czerwca 1989 – koncert w „Voorst Nationaal”, Bruksela, Belgia
- 13 czerwca 1989 – koncert w „Les Arenes”, Frejus, Francja
- 15 czerwca 1989 – koncert w „Palacio de los Deportes”, Madryt, Hiszpania
- 24 czerwca 1989 – koncert w „Acikhava Tiyatrosu”, Stambuł, Turcja

Część piąta: Letnie tournée po Ameryce Północnej (pocz. 1 lipca 1989)
- 21 lipca 1989 – koncert w „Garden State Arts Center”, Holmdel, New Jersey
- 28 lipca 1989 – koncert w „Civic Arena” w Pittsburgu w stanie Pensylwania, USA
- 29 lipca 1989 – koncert w „Kingswood Music Theatre”, Maple, Ontario, Kanada
- 6 sierpnia 1989 – koncert w „Cooper Stadium”, Columbus, Ohio, USA
- 8 sierpnia 1989 – koncert w „Savage Hall”, Toledo, Ohio, USA
- 19 sierpnia 1989 – koncert w „Illinois State Fair Grandstand”, Springfield, Illinois, USA
- 22 sierpnia 1989 – koncert w „Sandstone Amphitheatre”, Bonner Springs, Kansas, USA
- 29 sierpnia 1989 – koncert w „Pan American Center”, Las Cruces, Nowy Meksyk, USA
- 5 września 1989 – koncert w „Santa Barbara County Bowl” w Santa Barbara w Kalifornii, USA

Część szósta: Jesienne tournée po USA (pocz. 10 października 1989)
- 22 października 1989 – koncert w „Keaney Auditorium”, University of Rhode Island, South Kingston, Rhode Island, USA
- 2 listopada 1989 – koncert w „State Theater”, Cleveland, Ohio, USA
- 15 listopada 1989 – koncert w „Festival Hall”, Tampa Bay Performing Arts Center, Tampa, Floryda, USA

### 1990
Część 7 „Nigdy nie kończącego się tournée”: Fastbreak Tour (pocz. 12 stycznia 1990)
- 18 stycznia 1990 – koncert na „Estadio Cicero Pompeu de Toledo”, Morumbi Stadium, São Paulo, Brazylia
- 29 stycznia 1990 – koncert w „Theatre de Grand Rex” w Paryżu, Francja
- 5 lutego 1990 – koncert w „Hammersmith Odeon” w Londynie, Anglia, Wielka Brytania
- 7 lutego 1990 – koncert w „Hammersmith Odeon” w Londynie, Anglia, Wielka Brytania

Część 8: Wiosenne tournée po Północnej Ameryce (pocz. 29 maja 1990)
- 30 maja 1990 – koncert w „Community Memorial Area” w Kingston Memorial Centre w Kingston, Ontario, Kanada
- 1 czerwca 1990 – koncert w „Ottawa National Arts Center Opera” w Ottawie, Ontario, Kanada
- 13 czerwca 1990 – koncert w „Municipal Auditorium” w Sioux Falls, Dakota Południowa, USA

Część 9:Europejskie tournée Letni Festiwal (pocz. 27 czerwca 1990)
- 27 czerwca 1990 – koncert w „Laugardalsholl” w Reykjavíku, Islandia

Część 10: Późnoletnie tournée po Północnej Ameryce (pocz. 12 sierpnia 1990)
- 24 sierpnia 1990 – koncert w „Colorado State Fair Grandstand” w Pueblo w stanie Kolorado, USA
- 31 sierpnia 1990 – koncert w „Bob Devaney Sport Center” (w State Fair Park) w Lincoln, Nebrasca, USA
- 5 września 1990 – koncert w „Civic Center” w Oklahoma City, Oklahoma, USA
- 11 września 1990 – koncert w „Paola Solerli Amphitheater” w Santa Fe, Nowy Meksyk, USA

Część 11: Jesienne tournée po USA (pocz. 11 października 1990)
- 22 października 1990 – koncert w „Syria Mosque” w Pittsburghu, Pennsylvania, USA
- 13 listopada 1990 – koncert w „University of Dayton Arena” w Dayton, Ohio, USA

### 1991
Część 12: Drugie Fastbreak Tour (pocz. 29 stycznia 1991)
- 3 lutego 1991 – koncert w „Hall 3” w Scottish Exibition and Conference Center w Glasgow, Szkocja, Wielka Brytania

Część 14: Letnie europejskie tournée (pocz. 6 czerwca 1991)
- 7 czerwca 1991 – koncert w „Arena di Bologna” w Bolonii, Włochy
- 8 czerwca 1991 – koncert w „Arena di Milano” w Mediolanie, Włochy
- 10 czerwca 1991 – koncert na „Stadionie Olimpijskim” w Lublanie, Jugosławia (jeszcze)
- 11 czerwca 1991 – koncert na „Stadionie Zadjan” w Belgradzie, Jugosławia
- 12 czerwca 1991 – koncert na „Kisstadion” w Budapeszcie, Węgry
- 14 czerwca 1991 – koncert w „Eissporthalle”, Olympic Stadium w Innsbrucku, Austria
- 15 czerwca 1991 – koncert w „Sporthalle” w Linzu, Austria

Część 17: Jesienne tournée po USA (pocz. 24 października 1991)
- 6 listopada 1991 – koncert w „C. Morris Civic Auditorium” w South Band, Indiana, USA

### 1992
Część 18: Australijskie tournée (pocz. 18 marca 1992)
- 21 marca 1992 – koncert w „Adelaide Entertainment Center” w Adelaide w Australii Południowej w Australii
- 23 marca 1992 – koncert w „State Theatre” w Sydney w Nowej Południowej Walii w Australii
- 24 marca 1992 – koncert w „State Theatre” w Sydney w Nowej Południowej Walii w Australii
- 25 marca 1992 – koncert w „State Theatre” w Sydney w Nowej Południowej Walii w Australii
- 28 marca 1992- koncert w „Entertainment Center” w Brisbane, Queensland, Australia
- 29 marca 1992 – koncert w „Royal Theatre” w Canberze, Australian Capitol Territory, Australia
- 1 kwietnia 1992 – koncert w „Palais Theatre” w Melbourne, Victoria, Australia
- 2 kwietnia 1992 – koncert w „Palais Theatre” w Melbourne, Victoria, Australia
- 3 kwietnia 1992 – koncert w „Palais Theatre” w Melbourne, Victoria, Australia
- 5 kwietnia 1992 – koncert w „Palais Theatre” w Melbourne, Victoria, Australia
- 6 kwietnia 1992 – koncert w „Palais Theatre” w Melbourne, Victoria, Australia
- 7 kwietnia 1992 – koncert w „Palais Theatre” w Melbourne, Victoria, Australia
- 10 kwietnia 1992 – koncert w „Silver Dome” w Launceston na Tasmanii, Australia
- 13 kwietnia 1992 – koncert w „State Theatre” w Sydney, Nowa Południowa Walia, Australia
- 14 kwietnia 1992 – koncert w „State Theatre” w Sydney w Nowej Południowej Walii w Australii
- 15 kwietnia 1992 – koncert w „State Theatre” w Sydney w Nowej Południowej Walii w Australii
- 16 kwietnia 1992 – koncert w „State Theatre” w Sydney w Nowej Południowej Walii w Australii
- 18 kwietnia 1992 – koncert w „Super Pop Tent” w Auckland w Nowej Zelandii

Część 19: Wiosenne amerykańskie tournée po Zachodnim Wybrzeżu (pocz. 22 kwietnia 1992)
- 22 kwietnia 1992 – koncert na „Royal Tahanina Tennis Stadium” w Mani, Hawaje, USA
- 24 kwietnia 1992 – koncert w „Waikiki Shell” w Waikiki, Hawaje, USA
- 27 kwietnia 1992 – koncert w „Paramount Theater” w Seattle, Washington, USA
- 28 kwietnia 1992 – koncert w „Paramount Theater” w Seattle, Washington, USA
- 30 kwietnia 1992 – koncert w „The Hult Center for the Performing Arts” w Eugene, Oregon, USA
- 1 maja 1992 – koncert w „Davis Pavilion” w Red Bluff, Kalifornia, USA
- 2 maja 1992 – koncert w „J.T. Grace Pavilion”, Sonoma County Fair Grandstand w Santa Rosa, Kalifornia, USA
- 4 maja 1992 – koncert w „The Warfield Theater” w San Francisco w stanie Kalifornia
- 5 maja 1992 – koncert w „The Warfield Theater” w San Francisco w stanie Kalifornia
- 7 maja 1992 – koncert w „Berkeley Community Theatre” w Berkeley, Kalifornia, USA
- 8 maja 1992 – koncert w „Berkeley Community Theatre” w Berkeley, Kalifornia, USA
- 9 maja 1992 – koncert w „San Jose Event State Center” w San Jose, Kalifornia, USA
- 11 maja 1992 – koncert w „The Arlington Theater” w Santa Barbara w stanie Kalifornia
- 13 maja 1992 – koncert w „Pantages Theatre” w Hollywood, Los Angeles, Kalifornia, USA
- 14 maja 1992 – koncert w „Pantages Theatre” w Hollywood, Los Angeles, Kalifornia, USA
- 16 maja 1992 – koncert w „Pantages Theatre” w Hollywood, Los Angeles, Kalifornia, USA
- 17 maja 1992 – koncert w „Pantages Theatre” w Hollywood w Los Angeles w Kalifornii
- 19 maja 1992 – koncert w „Pantages Theatre” w Hollywood w Los Angeles w Kalifornii
- 20 maja 1992 – koncert w „Pantages Theatre” w Hollywood w Los Angeles w Kalifornii
- 21 maja 1992 – koncert w „Pantages Theatre” w Hollywood w Los Angeles w Kalifornii
- 23 maja 1992 – koncert w „Bally’s Goldwin Events Center” w Las Vegas, Nevada, USA

- Część 20: Tournée Europejski letni festiwal (pocz. 26 czerwca 1992)
- 26 czerwca 1992 – koncert w „Sjoslaget”, Stora Scenen, Vattenfalls parkeringsplats, Nora Hamnen w Lulei, Szwecja
- 28 czerwca 1992 – koncert w „Tradgardsforeningen” w Göteborgu, Szwecja
- 30 czerwca 1992 – koncert w „Cote d’Opale”, Kursaal w Dunkierce, Francja
- 4 lipca 1992 – koncert w „Porta Siberia” w Genui, Włochy
- 10 lipca 1992 – koncert na „Leysin Rock Festival”, Centre des Sports Leysin w Leysin, Szwajcaria

Część 21: Późnoletnie tournée po Ameryce Północnej (pocz. 17 sierpnia 1992)
- 23 sierpnia 1992 – koncert w „Sudbury Arena” w Sudbury, Ontario, Kanada
- 25 sierpnia 1992 – koncert w „Memorial Gardens” w Sault Ste Marie, Ontario, Kanada
- 29 sierpnia 1992 – koncert w „Orpheum Theater” w Minneapolis, Minnesota, USA
- 3 września 1992 – kncert w „Orpheum Theater” w Minneapolis, Minnesota, USA
- 8 września 1992 – koncert w „Joseph Taylor Robinson Memorial Auditorium” w Little Rock, Arkansas, USA

Część 22: Jesienne tournée po USA (pocz. 9 października 1992)
- 11 października 1992 – koncert w „Eastman Theatre” w Rochester, Nowy Jork, USA
- 27 października 1992 – koncert w „Burlington Memorial Auditorium” w Burlington, Vermont, USA
- 8 listopada 1992 – koncert w „University Center”, University of Miami w Coral Gables, Floryda, USA

### 1993
Część 23: Zimowe tournée po Europie (pocz. 5 lutego 1993)
- 12 lutego 1993 – koncert w „Hammersmith Apollo” w Londynie w Anglii

Część 25: Europejskie letnie tournée (pocz. 12 kwietnia 1993)
- 17 czerwca 1993 – koncert w „Mann Auditorium”, Tel-Aviv, Izrael
- 19 czerwca 1993 – koncert w „Amphitheatre Dimoi”, Beersheba, Izrael
- 20 czerwca 1993 – koncert na „Harbour Blues Festival”, Gate 10, port w Hajfie, Hajfa, Izrael
- 22 czerwca 1993 – koncert w „Theatron Lykavitou”, Ateny, Grecja
- 23 czerwca 1993 – koncert w „Theatron Lykavitou”, Ateny, Grecja
- 24 czerwca 1993 – koncert w „Tenda Partenope”, Neapol, Włochy
- 25 czerwca 1993 – koncert w „Campo Sportivo”, Piza, Włochy
- 27 czerwca 1993 – koncert w „Palatrussardi di Milano”, Mediolan, Włochy
- 29 czerwca 1993 – koncert w „Palais des Sports” w Marsylii we Francji
- 30 czerwca 1993 – koncert w „Palais des Sports”, Tuluza, Francja
- 1 lipca 1993 – koncert w „El Pueblo Espanol”, Barcelona, Katalonia, Hiszpania
- 2 lipca 1993 – koncert w „El Pabellon Araba de Vitoria”, Vitoria, Hiszpania
- 4 lipca 1993 – koncert na „Plaza des Toros”, Huesca, Hiszpania
- 8 lipca 1993 – koncert na „Plaza des Toros”, Gijon, Hiszpania
- 9 lipca 1993 – koncert na „Xacobe Festival”, Riazor Stadium, La Coruna, Hiszpania
- 10 lipca 1993 – koncert w „Colisio Oporto”, Oporto, Portugalia
- 12 lipca 1993 – koncert w „Teatro Romano”, Merida, Hiszpania
- 17 lipca 1993 – koncert na „Gurten Festival”, Berno, Szwajcaria

Część 26: Jesienne tournée po USA z Santaną (pocz. 20 sierpnia 1993)
- 20 sierpnia 1993 – koncert w „Memorial Coliseum”, Portland, Oregon
- 21 sierpnia 1993 – koncert w „Memorial Stadium”, Seattle, Washington
- 22 sierpnia 1993 – koncert w „Pacific Coliseum”, Vancouver, Columbia Brytyjska, Kanada
- 25 sierpnia 1993 – koncert w „Fiddler’s Green”, Englewood, Kolorado, USA
- 27 sierpnia 1993 – koncert na „Riverfest”, Minnesota State Fair, Falcon Heights, Minnesota, USA
- 11 września 1993 – koncert w „Jones Beach Theater” w Jones Beach State Park w Wantagh w stanie Nowy Jork
- 17 września 1993 – koncert w „Blockbuster Pavilion”, Charlotte, Karolina Północna, USA
- 9 października 1993 – koncert w „Shoreline Amphitheatre”, Mountain View, Kalifornia, USA

- Grudzień 1993 lub styczeń 1994 – nieznane studio. Sesja nagraniowa Stevie Nicks, Los Angeles, Kalifornia, USA. Bob Dylan wokal, harmonijka; Stevie Nicks wokal oraz nieznani muzycy. Utwór ukazał się na albumie Stevie Nicks Street Angel 22.5.1994

### 1994
Część 28: Dalekowschodnie tournée (pocz. 5 lutego 1994)
- 5 lutego 1994 – koncert w „Sendai Sunplaza” w Sendai, Japonia
- 8 lutego 1994 – koncert w „Nippon Budokan”, Tokio, Japonia
- 14 lutego 1994 – koncert w „Kyushu Koseinenkin Kaikan”, Kokura, Japonia
- 20 lutego 1994 – koncert w „Nippon Housou Kyoukai Hall”, Tokio, Japonia

Część 29: Wiosenne tournée po USA (pocz. 5 kwietnia 1994)
- 5 kwietnia 1994 – koncert w „Auditorium”, Sangamon State University, Springfield, Illinois, USA
- 10 kwietnia 1994 – koncert w „Fox Theater”, St. Louis, Missouri, USA
- 22 kwietnia 1994 – koncert w „Memorial Coliseum”, Fort Wayne, Indiana, USA
- 5 maja 1994 – koncert w „Viking Hall”, Bristol University, Bristol, Tennessee, USA

Japonia
- 20 maja 1994 BOB DYLAN v, g; świątynia TODAI (Todaiji), Nara, Japonia. THE GREAT MUSIC EXPERIENCE
- 21 maja 1994 BOB DYLAN v, g; świątynia TODAI (Todaiji), Nara, Japonia. THE GREAT MUSIC EXPERIENCE
- 22 maja 1994 BOB DYLAN v, g; świątynia TODAI (Todaiji), Nara, Japonia. THE GREAT MUSIC EXPERIENCE

Część 30: Letnie europejskie tournée (pocz. 3 lipca 1994)
- 3 lipca 1994 – koncert na „La Fete de la Fraternite”, Parc Departamental du Bourget, Paryż, Francja. Koncert wcześniejszy
- 17 lipca 1994 – koncert na „Stadionie Cracovii”, Kraków, Polska
- 19 lipca 1994 – koncert w „Sali Kongresowej”, Warszawa, Polska
- 21 lipca 1994 – koncert w „Grossegasten”, Freileichtbühne am Elbufer, Drezno, Niemcy
- 23 lipca 1994 – koncert we „Freileichtbuhne Peissnitz”, Halle, Niemcy
- 24 lipca 1994 – koncert w „Schloss Friedenstein”, Gotha, Niemcy
- 25 lipca 1994 – koncert w „Ostseehalle”, Kiel, Niemcy

Część 31: Letnie tournée po USA (pocz. 10 sierpnia 1994)
- 11 sierpnia 1994 – koncert w „Big Birch Concert Pavilion”, Birch Mountain Resort, Patterson, Nowy Jork, USA
- 14 sierpnia 1994 – FESTIWAL W WOODSTOCK 1994. BOB DYLAN – koncert na Woodstock ’94, Saugerties, Nowy Jork, USA

Część 32: Jesienne tournée po USA (pocz. 1 października 1994)
- 7 października 1994 – koncert w „The Orpheum Theatre” w Bostonie w stanie Massachusetts
- 30 października 1994 – koncert w „Warner Theater”, Waszyngton, District of Columbia, USA
- 4 listopada 1994 – koncert w „Georgia Mountain Center”, Gainesville, Georgia, USA
- 5 listopada 1994 – koncert w „Tennessee Theatre”, Knoxsville, Tennessee, USA
- 9 listopada 1994 – koncert w „Ryman Auditorium”, Nashville, Tennessee, USA

### 1995
Część 33: Europejskie wiosenne tournée (pocz. 11 marca 1995)
- 11 marca 1995 – koncert w „Kongresovy Sal”, Palac Kultury w Pradze w Czechach
- 12 marca 1995 – koncert w „Kongresovy Sal”, Palac Kultury w Pradze w Czechach
- 13 marca 1995 – koncert w „Kongresovy Sal”, Palac Kultury w Pradze w Czechach
- 14 marca 1995 – koncert w „Stadthalle”, Furth, Niemcy
- 15 marca 1995 – koncert w „Otto Franke Halle”, Aschaffenburg, Niemcy
- 16 marca 1995 – koncert w „Stadthalle”, Bielefeld, Niemcy
- 18 marca 1995 – koncert w „Martinihal”, Groningen, Holandia
- 19 marca 1995 – koncert w „Rodahal”, Kerkrade, Holandia
- 20 marca 1995 – koncert w „Rodahal”, Kerkrade, Holandia
- 22 marca 1995 – koncert w „Zenith Arena”, Lille, Francja
- 23 marca 1995 – koncert w „Voorst Nationaal” w Brukseli w Belgii
- 24 marca 1995 – koncert w „Le Zenith”, Paryż, Francja
- 26 marca 1995 – koncert w „Brighton Centre”, Brighton, Anglia, Wielka Brytania
- 27 marca 1995 – koncert w „Cardiff International Arena” w Cardiff w Walii w Wielkiej Brytanii
- 29 marca 1995 – koncert w „Brixton Academy”, Londyn, Anglia, Wielka Brytania
- 7 kwietnia 1995 – koncert w „Edinburgh Playhouse”, Edynburg, Szkocja, Wielka Brytania
- 10 kwietnia 1995 – koncert w „King’s Hall”, Belfast, Północna Irlandia, Wielka Brytania
- 11 kwietnia 1995 – koncert w „The Point Depot”, Dublin, Irlandia

Część 34: Wiosenne tournée po USA (pocz. 10 maja 1995)
- 10 maja 1995 – koncert w „Embarcadero Amphitheater”, Embarcadero Marine Park South, San Diego, Kalifornia, USA
- 13 maja 1995 – koncert w „The Joint”, Hard Rock Hotel, Las Vegas, Nevada, USA
- 15 maja 1995 – koncert w „McCallum Theatre”, Palm Desert, Kalifornia, USA
- 17 maja 1995 – koncert w „Hollywood Palladium Theater”, Los Angeles, Kalifornia, USA
- 20 maja 1995 – koncert w „Santa Barbara County Bowl”, Santa Barbara, Kalifornia, USA
- 25 maja 1995 – koncert w „Berkeley Community Theatre”, Berkeley, Kalifornia, USA
- 28 maja 1995 – koncert w „Reno Hilton Amphitheater”, Reno, Nevada, USA
- 2 czerwca 1995 – koncert w „Paramount Theater”, Seattle, Washington, USA
- 7 czerwca 1995 – koncert w „Riverfront Park”, Spokane, Washington, USA
- 16 czerwca 1995 – koncert w „Harborlights Pavilion”, Boston, Massachusetts, USA
- 18 czerwca 1995 – koncert na „Giants Stadium”, East Rutherford, New Jersey, USA

Część 35: Letnie europejskie tournée (pocz. 29 czerwca 1995)
- 29 czerwca 1995 – Koncert w „Spektrum”, Oslo, Norwegia
- 21 lipca 1995 – koncert w „Velodromo Luis Puig”, Walencja, Hiszpania

- 2 września 1995 Występ z okazji otwarcia Rock and Hall of Fame Museum, Cleveland, Ohio, USA. Koncert poza „Klasycznym jesiennym tournée”.

Część 36: Klasyczne jesienne tournée (pocz. 23 września 1995)
- 27 września 1995 – koncert w „Lee Civic Center”, Fort Myers, Floryda, USA
- 5 października 1995 – koncert w „University of Central Florida Arena”, Orlando, Floryda, USA
- 24 października 1995 – koncert w „Target Center”, Minneapolis, Minnesota, USA
- 1 listopada 1995 – koncert w „Music Hall”, Houston, Teksas, USA
- 3 listopada 1995 – koncert w „Majestic Theater”, San Antonio, Teksas, USA
- 4 listopada 1995 – koncert w „Austin Music Hall”, Austin, Teksas, USA
- 10 listopada 1995 – koncert w „The Joint”, Hard Rock Hotel, Las Vegas, Nevada, USA

Część 37: Tournée Raj utracony (pocz. 7 grudnia 1995)
- 7 grudnia 1995 – koncert w „O’Neill Center”, Western Connecticut State University, Danbury, Connecticut, USA

### 1996
- 2 lutego 1996 – koncert w „The Pavilion”, The Biltmore Hotel, Phoenix, Arizona, USA

Część 38: Wiosenne tournée po USA i Kanadzie; (pocz. 13 kwietnia 1996)
- 13 kwietnia 1996 – koncert w „Simon Forum Athletic Center”, Drew University, Madison, New Jersey, USA
- 22 kwietnia 1996 – koncert w „Hutchins Concert Hall”, Maine Center for the Performing Arts, University of Maine, Orono, Maine, USA
- 3 maja 1996 – koncert w „University Fieldhouse”, Bucknell University, Lewisburg, Pensylwania, USA
- 14 maja 1996 – koncert w „Michigan Theater”, Ann Arbor, Michigan, USA

Część 39: Letnie europejskie tournée (pocz. 15 czerwca 1996)
- 5 lipca 1996 – koncert na „Piazza Municipale”, Ferrara, Włochy
- 14 lipca 1996 – koncert w „Stadthalle”, Cottbus, Niemcy
- 19 lipca 1996 – koncert w „Romsdalsmuseet”, Molde, Norwegia. W ramach Molde Jazz Festival
- 21 lipca 1996 – koncert w „Kirjurinluoto”, Pori, Finlandia. W ramach 31 International Pori Jazz Festival
- 25 lipca 1996 – koncert w „Slottsmollan”, Malmö, Szwecja

Część 40: Amerykańskie jesienne tournée (pocz. 17 października 1996)
- 23 października 1996 – koncert w „Kiva Auditorium”, Convcention Center. Albuquerque, Nowy Meksyk, USA
- 30 października 1996 – koncert w „Municipal Auditorium”, Shreveport City Center Complex. Shreveport, Luizjana, USA
- 1 listopada 1996 – koncert w „Tupelo Coliseum Arena”. Tupelo, Mississippi, USA
- 10 listopada 1996 – koncert w „Civic Center Arena”. Mankato, Minnesota, USA
- 22 listopada 1996 – koncert w „Morris Civic Auditorium”, South Bend, Indiana, USA

### 1997
Część 41: Japońskie tournée (pocz. 9 lutego 1997)
- 9 lutego 1997 – koncert w „Hall A”, Tokyo International Forum. Tokio, Japonia
- 13 lutego 1997 – koncert w „Kurashiki Shimin Kaikan”. Kurashiki, Japonia
- 22 lutego 1997 – koncert w „Kenmin Kaikan”, Akita Prefecture Cultural Hall. Akita, Japonia

Część 42: Wiosenne tournée po USA i Kanadzie (pocz. 31 marca 1997)
- 31 marca 1997 – koncert na „St. Jones Memorial Stadium”. St. Jones, Nowa Fundlandia, Kanada
- 6 kwietnia 1997 – koncert w „Metro Centre”. Halifax, Nowa Szkocja, Kanada
- 12 kwietnia 1997 – koncert w „The Charles A. Dana Center”, Bentley College. Waltham, Massachusetts, USA

Część 43: Letnie tournée po USA i Kanadzie (pocz. 3 sierpnia 1997)
- 15 sierpnia 1997 – koncert w „PNC Bank Arts Center”. Hohndel, New Jersey, USA
- 16 sierpnia 1997 – koncert w „Great Woods Performing Arts Center”. Mansfield, Massachusetts, USA
- 17 sierpnia 1997 – koncert w „Jones Beach Theater”, Jones Beach State Park. Wantagh, Nowy Jork, USA

Część 45: Jesienne tournée po USA (pocz. 24 października 1997)
- 26 października 1997 – koncert w „Mobile Civic Center Arena”. Mobile, Alabama, USA

Część 46: Zimowe klubowe tournée po USA (pocz. 1 grudnia 1997)
- 5 grudnia 1997 – koncert w „9/30 Club”. Waszyngton, D.C., USA
- 19 grudnia 1997 – koncert w „El Rey Theater”. Los Angeles, Kalifornia, USA

### 1998
Część 47: Zimowe tournée po USA (pocz. 13 stycznia 1998)
- 13 stycznia 1998 – koncert w „Garde Arts Center” w New London w stanie Connecticut, USA
- 16 stycznia 1998 – koncert w „The Theater”, Madison Square Garden. Nowy Jork, Nowy Jork, USA
- 24 stycznia 1998 – koncert we „Fleet Center”. Boston, Massachusetts, USA
- 31 stycznia 1998 – koncert w „Mark G. Etess Arena”, Taj Mahal. Atlantic City, New Jersey, USA
- 20 lutego 1998 – koncert w „Viking Hall”, Bristol University. Bristol, Tennessee, USA

Część 48: Południowoamerykańskie tournée z The Rolling Stones (pocz. 30 marca 1998)
- 4 kwietnia 1998 – koncert na „River Plate Stadium”. Buenos Aires, Argentyna
- 11 kwietnia 1998 – koncert w „Sambodromo”, Praca da Apoteose. Rio de Janeiro, Brazylia
- 15 kwietnia 1998 – koncert w „Teatro Monumental”. Santiago, Chile

Część 49: Tournée po Zachodnim Wybrzeżu USA i Kanady z Joni Mitchell i Vanem Morrisonem (pocz. 13 maja 1998)
- 17 maja 1998 – koncert w „The Gorge Amphitheatre”. Gorge, Washington, USA
- 19 maja 1998 – koncert w „San Jose Arena”. San Jose, Kalifornia, USA
- 21 maja 1998 – koncert w „Pauley Pavilion”, UCLA. Los Angeles, Kalifornia, USA

Część 50: Letnie europejskie tournée (pocz. 30 maja 1998)
- 30 maja 1998 – koncert w „Nurburgring”. Eifel, Niemcy. W ramach Rock Am Ring Festival
- 15 czerwca 1998 – koncert w „Sportpaleis Ahoy” w Rotterdammie w Holandii
- 23 czerwca 1998 – koncert w „The Arena”. Sheffield, Anglia, Wielka Brytania
- 28 czerwca 1998 – koncert w „Pyramid Stage”, Worthy Farm. Pilton, Anglia, Wielka Brytania
- 9 lipca 1998 – koncert na „Collegno Pellerossa Festival”. Turyn, Włochy

Część 51: Tournée po Australii i Nowej Zelandii (pocz. 19 sierpnia 1998)
- 21 sierpnia 1998 – koncert w „Melbourne Park”. Melbourne, Victoria, Australia
- 4 września 1998 – koncert w „Entertainment Centre”. Sydney, Nowa Południowa Walia, Australia
- 8 września 1998 – koncert w „North Shore Event Centre”, Glenfield, w Auckland w Nowej Zelandii
- 12 września 1998 – koncert w „Westpac Trust Entertainment Centre”. Christchurch, Nowa Zelandia

Część 52: Tournée po Zachodnim Wybrzeżu USA w Vanem Morrisonem (pocz. 17 września 1998)
- 17 września 1998 – koncert w „Alexander and Baldwin Amphitheatre”, Maui Arts and Cultural Center. Kahului, Maui, Hawaje

Część 53: Jesienne tournée po USA i Kanadzie (pocz. 15 października 1998)
- 15 października 1998 – koncert w „Olympic Saddledome” (Canadian Airlines Saddledome). Calgary, Alberta, Kanada
- 16 października 1998 – koncert w „Edmonton Coliseum”. Edmonton, Alberta, Kanada
- 18 października 1998 – koncert w „Saskatchewan Place”. Saskatoon, Saskatchewan, Kanada
- 20 października 1998 – koncert w „Agridome”, Regina Exhibition Park. Regina, Saskatchewan, Kanada
- 21 października 1998 – koncert w „Winnipeg Arena”. Winnipeg, Manitoba, Kanada
- 22 października 1998 – koncert w „Duluth Entertainment and Convention Center”. Duluth, Minnesota, USA
- 23 października 1998 – koncert w „Target Center”. Minneapolis, Minnesota, USA
- 25 października 1998 – koncert w „United Center”. Chicago, Illinois, USA

### 1999
Część 54: Zimowe tournée po USA (pocz. 26 stycznia 1999)
- 28 stycznia 1999 – koncert w „National Car Rental Center”, Sunrise. Fort Lauderdale, Floryda, USA
- 15 lutego 1999 – koncert w „Van Andel Arena”. Grand Rapids, Michigan, USA
- 23 lutego 1999 – koncert w „Marine Midland Arena”. Buffalo, Nowy Jork, USA
- 27 lutego 1999 – koncert w „Copa Room, Sands Casino”. Atlantic City, New Jersey, USA. Wczesny koncert
- 1 marca 1999 – koncert w „Club Rio”, Rio Suite Hotel & Casino. Las Vegas, Nevada, USA
- 2 marca 1999 – koncert w „House of Blues”, Mandalay Bay Resort & Casino. Las Vegas, Nevada, USA

Część 55: Wiosenne tournée po Europie (pocz. 7 kwietnia 1999)
- 7 kwietnia 1999 – koncert w „Pavilhao do Atlantico”, Parque das Nacoes. Lizbona, Portugalia
- 8 kwietnia 1999 – koncert w „Colisio Oporto”. Oporto, Portugalia
- 9 kwietnia 1999 – koncert w „Pavillon Multiusos do Sar”. Santiago de Compostela, Hiszpania
- 10 kwietnia 1999 – koncert w „Teatro Jovellanos” w Gijon w Hiszpanii
- 11 kwietnia 1999 – koncert w „Velodromo Anoeta”. San Sebastián, Hiszpania
- 15 kwietnia 1999 – koncert w „Velodromo Luis Puig”. Walencja, Hiszpania
- 23 kwietnia 1999 – koncert w „Le Dome”. Marsylia, Francja

Część 56: Letnie tournée po USA z Paulem Simonem (pocz. 5 czerwca 1999)
- 5 czerwca 1999 – koncert w „Fillmore Auditorium”. Denver, Kolorado, USA
- 6 czerwca 1999 – koncert w „World Arena”. Colorado Springs, Kolorado, USA
- 9 czerwca 1999 – koncert w „Delta Center”. Salt Lake City, Utah, USA
- 12 czerwca 1999 – koncert w „Rose Garden Arena”. Portland, Oregon, USA
- 13 czerwca 1999 – koncert w „The Gorge Amphitheatre”. George, Washington, USA
- 19 czerwca 1999 – koncert w „Shoreline Amphitheater”. Mountain View, Kalifornia, USA
- 20 czerwca 1999 – koncert w „Arrowhead Pond of Anaheim”. Anaheim, Kalifornia, USA
- 22 czerwca 1999 – koncert w „Hollywood Bowl”. Los Angeles, Kalifornia, USA
- 26 czerwca 1999 – koncert w „Garden Arena”. MGM Grand. Las Vegas, Nevada, USA
- 9 lipca 1999 – koncert w „World Music Theatre”. Tinley Park, Illinois, USA
- 10 lipca 1999 – koncert w „Riverport Amphitheatre”. Maryland Heights, Missouri, USA
- 13 lipca 1999 – koncert w „GTE Virginia Beach Amphitheater”. Virginia Beach, Virginia, USA
- 14 lipca 1999 – koncert w „All-Tel Pavilion” at Walnut Creek. Raleigh, Karolina Północna, USA
- 16 lipca 1999 – koncert w „Nissan Pavilion” at Stone Ridge. Bristow, Virginia, USA
- 24 lipca 1999 – koncert w „Meadows Music Theater”. Hartford, Connecticut, USA
- 27 lipca 1999 – koncert w „Madison Square Garden”. Nowy Jork, Nowy Jork, USA

Część 57: Jesienne tournèe z Paulem Simonem po USA (pocz. 2 września 1999)
- 2 września 1999 – koncert w „Coral Sky Amphitheatre”. West Palm Beach, Floryda, USA
- 8 września 1999 – koncert w „First American Music Center”. Antioch, Tennessee, USA
- 11 września 1999 – koncert w „The Pyramid”. Memphis, Tennessee, USA
- 12 września 1999 – koncert w „The Cajundome”, The University of Southwestern Louisiana. Lafayette, Luizjana, USA
- 15 września 1999 – koncert w „Special Events Central Arena”, University of Texas at Austin. Austin, Teksas, USA
- 17 września 1999 – koncert w „The Cynthia Woods Mitchell Pavilion”, The Woodlands. Houston, Teksas, USA
- 18 września 1999 – koncert w „Starplex Amphitheatre”. Dallas, Teksas, USA

Część 58: Jesienne tournée z Philem Leshem i Przyjaciółmi po USA (pocz. 26 października 1999)
- 2 listopada 1999 – koncert w „Breslin Student Events Center”, Michigan State University. East Lansing, Michigan, USA

## Dyskografia i wideografia
Singel
- Just Like a Woman/Obviously 5 Believers Singiel osiągnął 33 pozycję na liście przebojów magazynu Billboard

Dyski
- Bob Dylan’s Greatest Hits (1967)
- The Concert for Bangladesh (1971) Różni artyści
- Before the Flood (1974) Album sygnowany przez „Bob Dylan and the Band”
- Masterpieces (1978)
- Bob Dylan at Budokan (1979)
- Biograph (1985)
- The 30th Anniversary Concert Celebration (1993) Bob Dylan i różni wykonawcy
- The Bootleg Series Vol. 4: Bob Dylan Live 1966, The „Royal Albert Hall” Concert (1998)
- The Essential Bob Dylan (2000)
- The Bootleg Series Vol. 5: Bob Dylan Live 1975, The Rolling Thunder Revue (2002)
- Dylan (2007)

Wideo
- Hard to Handle (1986) DVD

## Wersje innych artystów
- Jonathan King – Or Then Again (1966)
- Richie Havens – Mixed Bag (1967); On Stage (1972); Sings Beatles & Dylan (1990); Resume: The Best of Richie Havens (1993)
- Gary Burton – Tennessee Firebird (1967)
- David Newman – House of David (1967)
- The Hollies – Hollies Sings Dylan (1969); Long Cool Woman (1979)
- Area Code 615 – Area Code Six One Five (1969)
- Joe Cocker – With a Little Help from My Friends (1969); Long Voyage Home (1996); Anthology (1999)
- Danny Cox – Birth Announcement (1969)
- Kentucky Express – Kentucky Express (1969)
- Nina Simone – Here Comes the Sun (1971); Sings Songs of the Poets (1976); Let It Be Me (1987); The Essential Nina Simone Vol. 2 (1994); Classics (1995); Nina Simone (1997)
- Rick Nelson – Rudy the Fifth (1971); Rick Nelson and the Stone Canyon Band, Volume 2 (1997)
- Bob Gibson – Bob Gibson (1971)
- John Lee Hooker – Coast to Coast (1971)
- Mike Batt Orchestra – Portrait of Bob Dylan (1972)
- Roberta Flack – Chapter Two (1972)
- New Edition – Sunshine Saturday (1976)
- Marie Cain – Living Alone (1976)
- Joe Bourne – It All Comes Back (1977)
- Manfred Mann – Semi Detached Suburban (1979); Chapter Two: The Best of Fontana Years (1994)
- Rod Stewart – Tonight I’m Yours (1981)
- Larry Norman – Barking at the Ants (1981); Ruff Mix III (1991)
- Doug Sahm – Return of the Formerly Brothers (1989)
- The Byrds – The Byrds (1990)
- Bill Frisell – Have a Little Faith (1992)
- Judy Collins – Judy Sings Dylan...Just Like a Woman (1993)
- Stevie Nicks – Street Angel (Bob Dylan na harmonijce) (1994)
- The Philosopher Kings – The Philosopher Kings (1994)
- Phil Carmen – Bob Dylan’s Dream (1996)
- Bugs Henderson and the Shuffle Kings – Four Tens Strike Again (1996)
- John Waite – When You Were Mine (1997)
- Insol – Insol (1998)
- Steve Howe – Portraits of Bob Dylan (1999)
- Andy Hill – It Takes a Lot to Laugh (2000)
- Eric Bibb na albumie różnych wykonawców Blues on Blonde on Blonde (2003)
- Jeff Buckley – Live at Sin-é (2003)
- Lehbanchuleh na albumie różnych wykonawców Blowin’ in the Wind: A Reggae Tribute to Bob Dylan (2003)

## Listy przebojów
| Rok           | Singel              | Lista              | Pozycja |
| ------------- | ------------------- | ------------------ | ------- |
| wrzesień 1966 | „Just Like a Woman” | Billboard. Hot 100 | 33      |